# Villeneuve-sur-Aisne
Villeneuve-sur-Aisne è un comune francese di nuova costituzione nell'Alta Francia, dipartimento del Aisne, arrondissement di Laon, costituito il 1º gennaio 2019 con la fusione dei comuni di Guignicourt e Menneville.